# Contea di Whatcom
La contea di Whatcom (in inglese Whatcom County) è una contea dello Stato di Washington, negli Stati Uniti. La popolazione al censimento del 2000 era di 166 814 abitanti. Il capoluogo di contea è Bellingham.

## Geografia
La contea si trova nel nord-ovest dello Stato, al confine con il Canada. La contea comprende anche l'exclave di Point Roberts. A ovest si affaccia sul mare dei Salish, mentre a est si innalza la Catena delle Cascate. Il Monte Baker è il punto più alto della contea. Il territorio ha diversi laghi, fiumi e colline ricoperte di boschi. Oggi si trovano le Riserve Lummi e Nooksack. A Bellingham ha sede la Western Washington University. Nella contea si trova anche il Parco nazionale delle North Cascades.

### Contee adiacenti
- Contea di Okanogan – est
- Contea di Skagit – sud
- Contea di San Juan – sud-ovest
- Metro Vancouver (Columbia Britannica, Canada) – nord
- Distretto regionale di Fraser Valley  (Columbia Britannica, Canada) – nord-est
- Distretto regionale di Cowichan Valley  (Columbia Britannica, Canada) – ovest
- Distretto regionale della Capitale  (Columbia Britannica, Canada) – ovest

### Altre caratteristiche geografiche
- Bellingham Bay
- Birch Bay
- Cascade Mountains
  - Chuckanut Mountains
  - American Border Peak
  - Sumas Mountain
  - Monte Shuksan
- Chilliwack River/Chilliwack Lake
- Eliza Island
- Lake Whatcom
- Lummi Island
- Lummi Bay
- Nooksack River
- North Lookout Mountain, conosciuto localmente come Galbraith Mountain
- Portage Island
- Semiahmoo Bay
  - Semiahmoo Spit
- Skagit River/Ross Lake
- Sumas River

## Storia
La contea fu creata nel 1854 da parte della contea di Island. L'area era abitata dai nativi Lummi, Nooksack, Samish e Semiahmoo. Il nome deriva da una parola Nooksack che significa "acqua rumorosa" ed era il nome di un capo Nooksack.

## Comuni

### Cities
- Bellingham (capoluogo)
- Blaine
- Everson
- Ferndale
- Lynden
- Nooksack
- Sumas

### Census-designated places
- Acme
- Birch Bay
- Custer
- Deming
- Geneva
- Glacier
- Kendall
- Maple Falls
- Marietta-Alderwood
- Peaceful Valley
- Point Roberts
- Sudden Valley

### Comunità non incorporate
- Blue Canyon
- Chuckanut
- Clearbrook
- Clipper
- Dewey
- Diablo
- Laurel
- Lummi Island
- Newhalem
- Saxon
- Van Buren
- Wahl
- Welcome
- Wickersham

## Autostrade
- Interstate 5, con andamento da nord a sud, lungo la costa: verso sud la collega a Seattle, Portland e alla California; verso nord arriva fino al confine canadese in direzione di Vancouver.
- SR 20, con direzione da ovest a est, dalla costa all'entroterra. A ovest si diparte dalla US 101 nella contea di Jefferson, attraversa un tratto di mare con un servizio di traghetto, riceve traffico sempre via traghetto da Sidney, British Columbia e attraversa poi tutto lo stato di Washington fino a Newport, Washington al confine con l'Idaho. La SR 20 passa attraverso la contea di Skagit, ma è l'unica strada per giungere alla parte orientale della contea di Whatcom, ossia le località del Parco nazionale delle North Cascades sul lago Ross.
- Alaska Marine Highway: è una rete di traghetti che collega Bellingham all'Alaska, fino alle isole Aleutine.